# Vallmosläktet
Vallmosläktet (Papaver) är ett växtsläkte med omkring 120 arter i familjen vallmoväxter.
Vallmosläktets arter är ett-, två- eller fleråriga, frosttåliga växter som ursprungligen kommer från tempererade områden i Europa, Asien, Afrika och Nordamerika. Några arter är bland de nordligaste landlevande kärlväxterna som finns.
De stora blommorna sitter längst upp på långa, håriga stjälkar. Stjälkarna kan bli 1 meter höga eller mer, såsom hos orientvallmo. Stjälkarna innehåller mjölkaktig växtsaft som kan irritera huden. Blomfärgen kan vara lila, vit, gul, orange, röd eller rosa. Kronbladen är vanligen fyra till antalet (hos vissa arter fem eller sex). De är tunna och silkespappersliknande och blommorna kan vara enkla eller fyllda. De har en pistill och många ståndare. Blomknopparna är vända nedåt, men vänder sig uppåt när de slår ut. Då ramlar även de två foderbladen av. Frukten är en kapsel som innehåller ett mycket stort antal små frön. De sprids med vinden.
Vallmosläktet odlades redan 5 000 år före Kristus i Mesopotamien och de har påträffats i egyptiska gravar. I den grekiska mytologin förknippades vallmor med fruktbarhets- och skördegudinnan Demeter. Man trodde då att skörden skulle bli stor om det växte vallmor på fälten.
Det finns både blå och vita vallmofrön som kan användas som krydda, till exempel ovanpå bröd. 
Om vallmofröna inte värmebehandlas får man i sig fermenter som främjar matsmältningen. För att tillgodogöra sig vallmofrö bör man krossa dem i mortel, eller mala dem i speciella vallmofrökvarnar eller spannmålskvarn.

## Vallmo som narkotika
Kornvallmons blommor innehåller en alkaloid som har använts som ett milt lugnande medel. Mjölksaften i opievallmo innehåller flera narkotiska alkaloider, bland annat morfin och kodein. 
Efter intagande av vallmofrön kan förekomst av opiater i urinen detekteras. Därför serveras ingen föda innehållande vallmofrön inom den svenska kriminalvården samt behandlingshem för narkomaner, då den intagne/patienten felaktigt skulle kunna misstänkas för att ha brukat narkotika under fängelsevistelsen/behandlingen.
Koncentrat av vallmohalm är narkotikaklassat och ingår i förteckningen N I i 1961 års allmänna narkotikakonvention, samt i förteckning II i Sverige.

## Vallmo som symbol
I Storbritannien och en del andra länder brukar många under dagarna kring den 11 november (hågkomstens dag) bära en röd eller vit vallmo av papper i kavajslaget, som en erinran om de stupade i världskrigen. Fenomenet brukar benämnas poppy appeal.

## Dottertaxa till Vallmor, i alfabetisk ordning[1]
- Papaver acrochaetum
- Papaver aculeatum
- Papaver albertii
- Papaver alboroseum
- Papaver alpinum
- Papaver ambiguum
- Papaver ammophilum
- Papaver anadyrense
- Papaver angustifolium
- Papaver anjuicum
- Papaver apulum
- Papaver arachnoideum
- Papaver arenarium
- Papaver argemone
- Papaver armeniacum
- Papaver atlanticum
- Papaver atrovirens
- Papaver aurantiacum
- Papaver baitagense
- Papaver bipinnatum
- Papaver bornmuelleri
- Papaver bracteatum
- Papaver burseri
- Papaver calcareum
- Papaver californicum
- Papaver cambricum
- Papaver canescens
- Papaver carmeli
- Papaver chakassicum
- Papaver chelidoniifolium
- Papaver chibinense
- Papaver chionophilum
- Papaver clavatum
- Papaver commutatum
- Papaver corona-sancti-stephani
- Papaver curviscapum
- Papaver cylindricum
- Papaver cyprium
- Papaver dahlianum
- Papaver decaisnei
- Papaver degenii
- Papaver detritophilum
- Papaver dubium
- Papaver ernesti-mayeri
- Papaver fauriei
- Papaver fugax
- Papaver gabrielianae
- Papaver glaucum
- Papaver gorgoneum
- Papaver gorodkovii
- Papaver gracile
- Papaver guerlekense
- Papaver halophilum
- Papaver himalayicum
- Papaver holophyllum
- Papaver humile
- Papaver hybridum
- Papaver hypsipetes
- Papaver indigirkense
- Papaver involucratum
- Papaver jacuticum
- Papaver kachroianum
- Papaver kerneri
- Papaver kuvajevii
- Papaver laestadianum
- Papaver langeanum
- Papaver lapponicum
- Papaver lasiothrix
- Papaver lateritium
- Papaver lecoqii
- Papaver leiocarpum
- Papaver leucotrichum
- Papaver libanoticum
- Papaver lisae
- Papaver macounii
- Papaver macrostomum
- Papaver mairei
- Papaver maschukense
- Papaver mcconnellii
- Papaver minus
- Papaver minutiflorum
- Papaver miyabeanum
- Papaver multiradiatum
- Papaver nivale
- Papaver nordhagenianum
- Papaver nudicaule
- Papaver occidentale
- Papaver olchonense
- Papaver oreophilum
- Papaver orientale
- Papaver paczoskii
- Papaver pamporicum
- Papaver paphium
- Papaver pasquieri
- Papaver paucistaminum
- Papaver pavoninum
- Papaver persicum
- Papaver pilosum
- Papaver pinnatifidum
- Papaver piptostigma
- Papaver popovii
- Papaver postii
- Papaver pseudostubendorfii
- Papaver pseudotenellum
- Papaver pulvinatum
- Papaver purpureomarginatum
- Papaver pygmaeum
- Papaver radicatum
- Papaver rechingeri
- Papaver rhoeas
- Papaver rogersii
- Papaver roseolum
- Papaver rupifragum
- Papaver schamurinii
- Papaver schelkovnikovi
- Papaver sendtneri
- Papaver setiferum
- Papaver setigerum
- Papaver setosum
- Papaver sjunicicum
- Papaver somniferum
- Papaver stanovense
- Papaver stewartianum
- Papaver stubendorfii
- Papaver syriacum
- Papaver talyshense
- Papaver tatricum
- Papaver tenuifolium
- Papaver tichomirovii
- Papaver tolmatchevii
- Papaver tolmatschevianum
- Papaver triniifolium
- Papaver tumidulum
- Papaver turczaninovii
- Papaver udocanicum
- Papaver uintaense
- Papaver umbonatum
- Papaver walpolei
- Papaver variegatum
- Papaver victoris
- Papaver virchowii
- Papaver yildirimlii
- Papaver zangezurum

## Bildgalleri

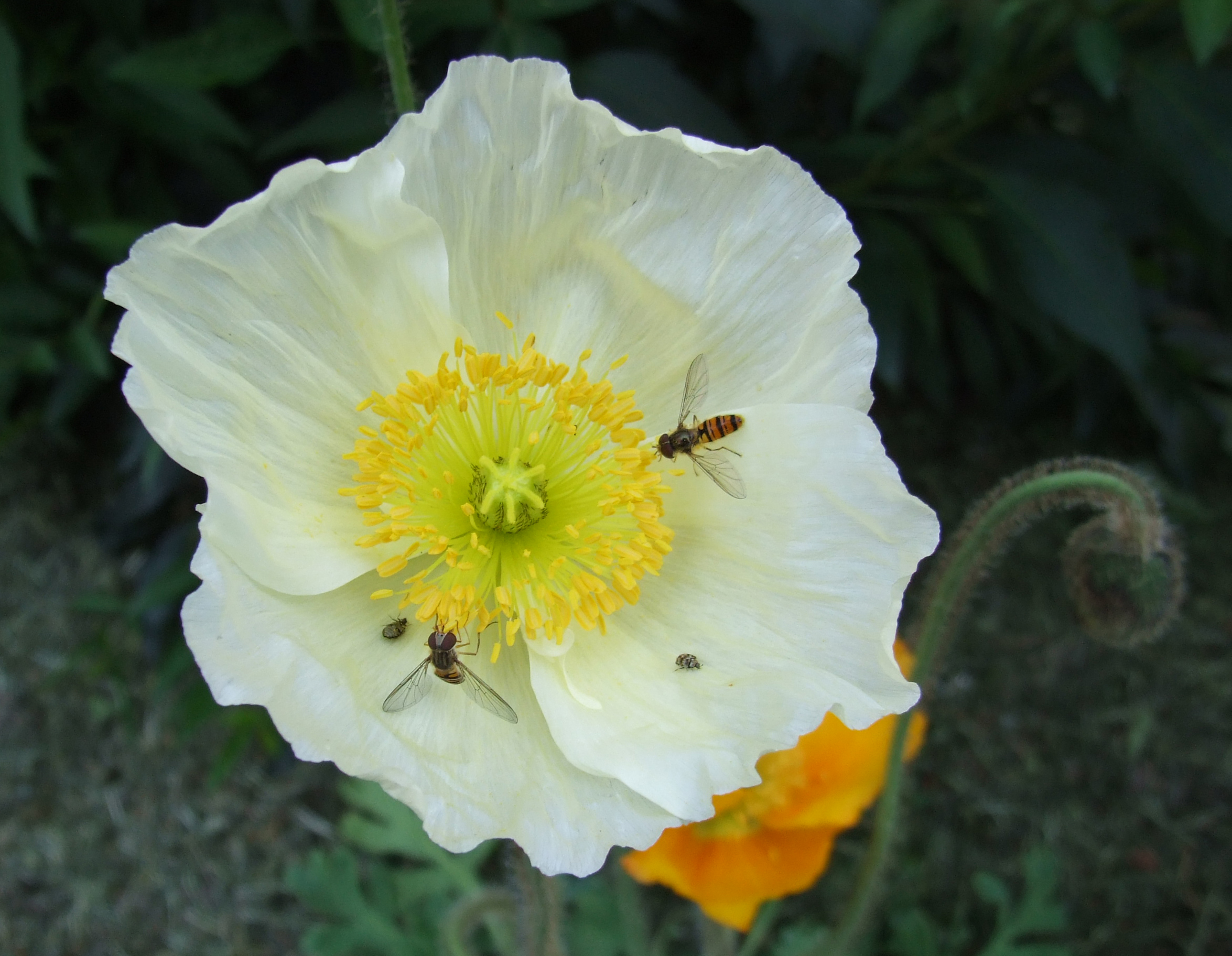
Sibirisk vallmo (P. croceum)
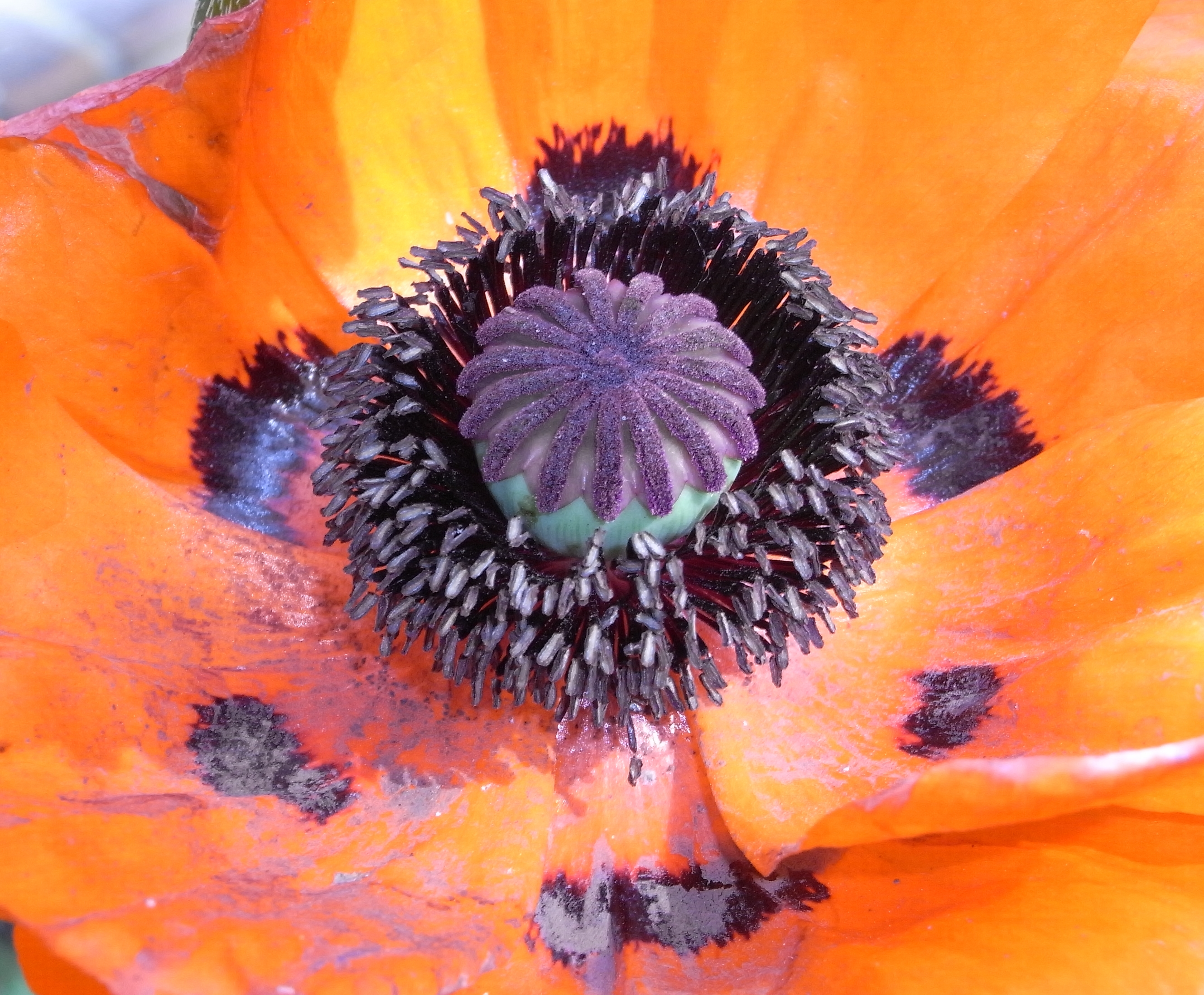
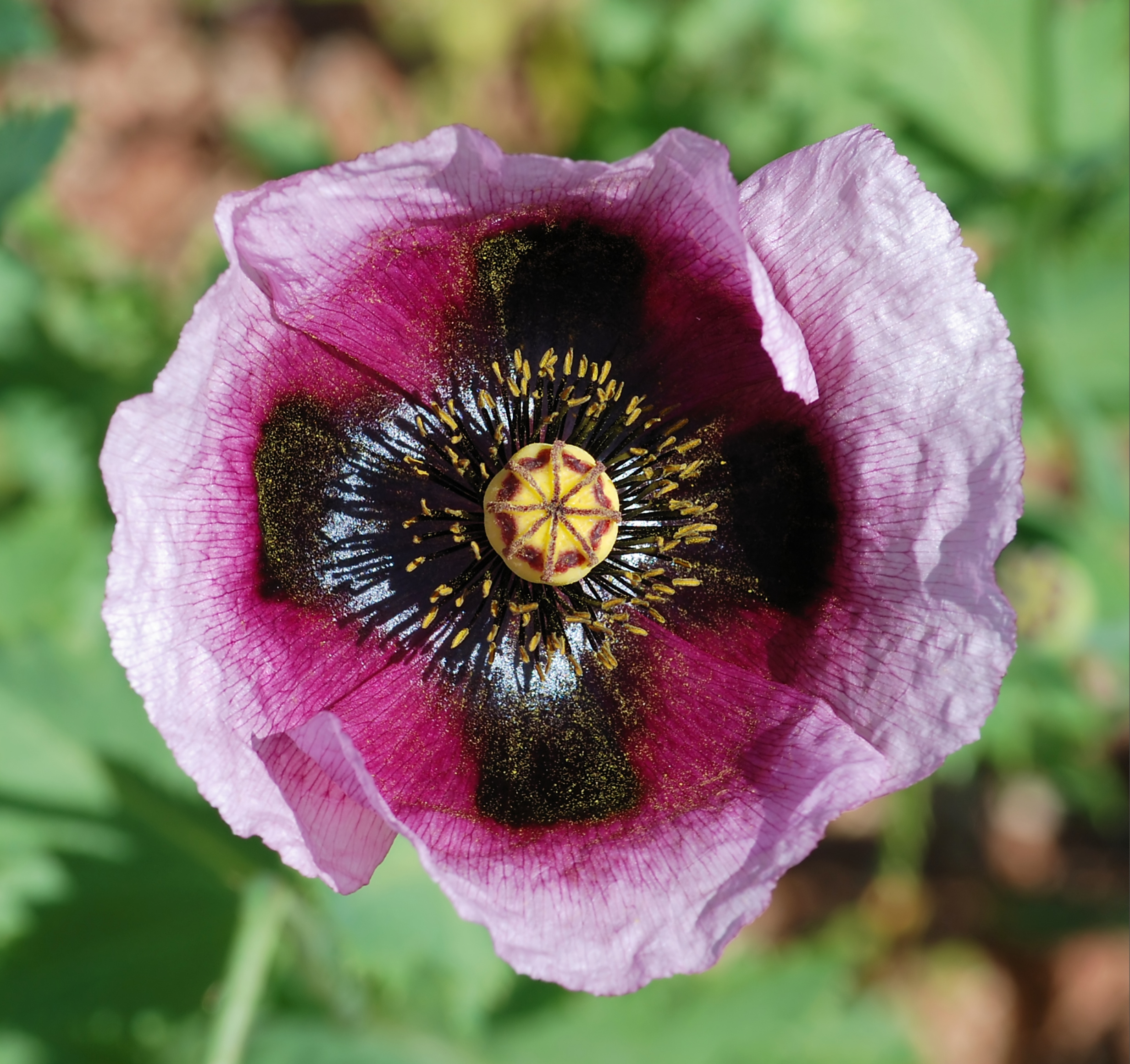
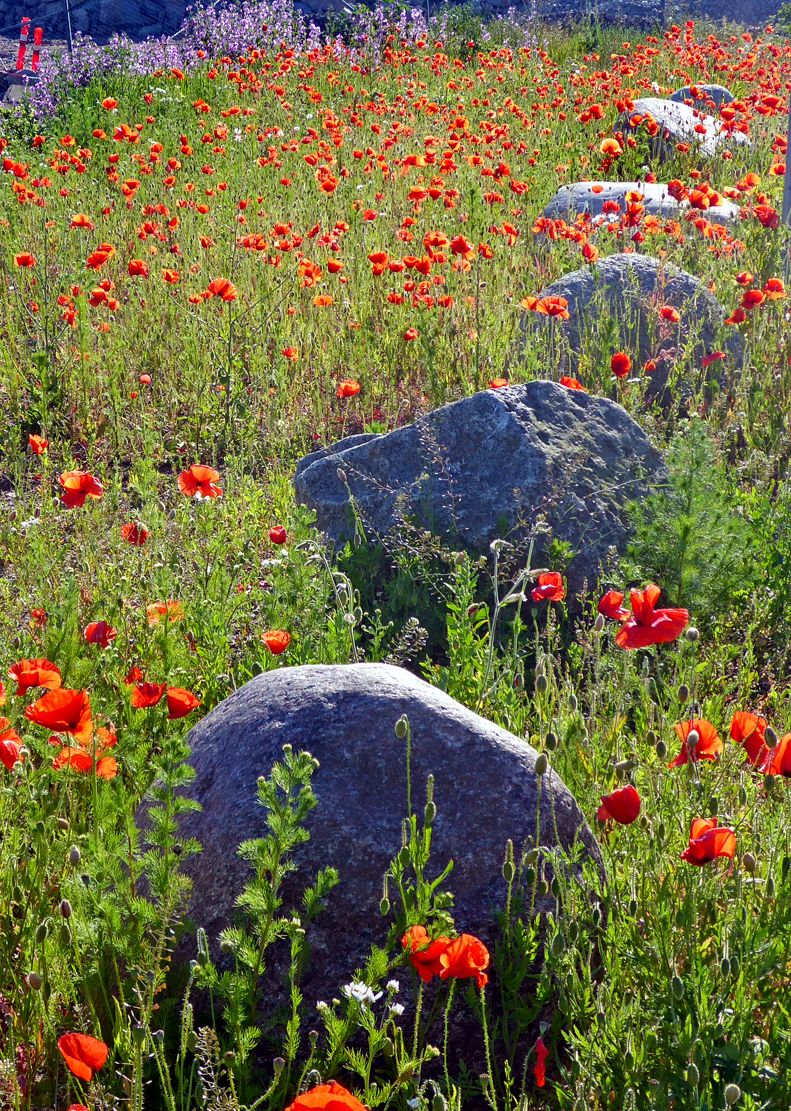
Vallmo på en äng i Ystad.